# لشکر بیست و دوم زرهی (ورماخت)
لشکر ۲۲ موتوریزه پنزر (انگلیسی: 22nd Panzer Division) عنوان منتسب به واحد بیست‌ودوم از لشکر پنزر ارتش آلمان نازی در طول جنگ جهانی دوم می‌باشد که در نبردهای موتوریزه مشارکت عمده‌ای داشت